# L'Heure de la sortie
Cet article possède un paronyme, voir L'Heure de la sortie - Bang-bang.
Pour plus de détails, voir Fiche technique et Distribution.
L'Heure de la sortie est un film à suspense français coécrit et réalisé par Sébastien Marnier, sorti en 2018. Il s’agit de l’adaptation du roman homonyme de Christophe Dufossé (2002).

## Synopsis
Professeur de français suppléant, Pierre Hoffman se retrouve chargé d'enseigner une classe de troisième expérimentale dans le réputé collège de Saint Joseph. Cette classe est composée de douze élèves surdoués qui ont assisté à la tentative de suicide de leur professeur qui s'est défenestré devant eux.
La venue de Pierre est mal vue par cette classe, qui ne tarde pas à lui manifester son hostilité. Au fur et à mesure que les jours passent, le professeur observe le comportement de six élèves particulièrement surdoués. Il suit après la classe ces jeunes collapsologues pour observer leurs rituels violents et morbides.

## Fiche technique
Sauf indication contraire ou complémentaire, les informations mentionnées dans cette section peuvent être confirmées par la base de données Unifrance
- Titre original : L'Heure de la sortie
- Titre international : School's Out
- Réalisation : Sébastien Marnier
- Scénario et dialogues : Sébastien Marnier et Elise Griffon d'après le roman éponyme de Christophe Dufossé (2002)
- Production : Caroline Bonmarchand
- Photographie : Romain Carcanade
- Son : Emmanuel Croset et Benjamin Laurent
- Montage : Isabelle Manquillet
- Direction artistique : Guillaume Deviercy
- Effets visuels : David Danesi
- Costumes : Marité Coutard
- Musique : Zombie Zombie
- Sociétés de production : Avenue B Productions, 2L Productions (coproduction)
  - Avec la participation de : Canal+, OCS, La Région Île-de-France et du Centre national du cinéma et de l'image animée
  - En association avec les SOFICA LBPI 11, Manon 8, Sofitvciné 5
- Sociétés de distribution : Haut et Court  France, Axia Films Inc.  Québec
- Pays d'origine :  France
- Langues : français, anglais
- Format : couleur
- Budget : 3 000 000 euros
- Genre : thriller
- Durée : 103 minutes
- Format : Couleurs - Dolby Digital - 2.35 : 1
- Dates de sortie :
  -  France : 9 janvier 2019
  -  Italie : 4 juillet 2019

## Distribution
Sauf indication contraire, les informations mentionnées dans cette section peuvent être confirmées par la base de données cinématographiques IMDb,  présente dans la section « Liens externes ».

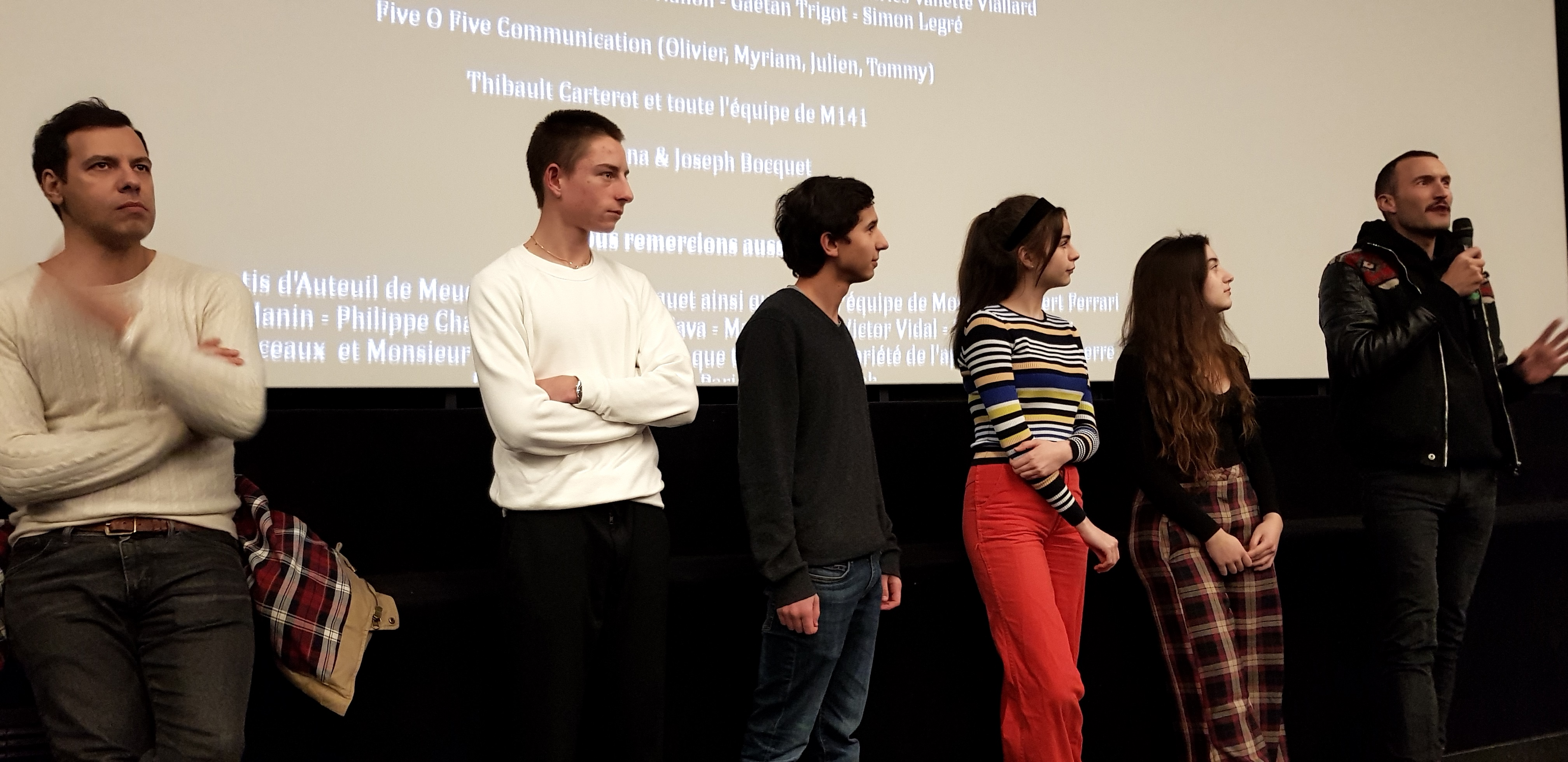
L'équipe du film lors d'une avant-première à Paris.
De gauche à droite : Laurent Lafitte, Victor Bonnel, Thomas Guy, Adèle Castillon, Luàna Bajrami et Sébastien Marnier

- Laurent Lafitte : Pierre Hoffman, le professeur de français remplaçant
- Emmanuelle Bercot : Catherine, le professeur de musique
- Luàna Bajrami : Apolline
- Victor Bonnel : Dimitri
- Pascal Greggory : Michel Poncin, le proviseur
- Véronique Ruggia : Françoise, la secrétaire
- Gringe : Steve, le professeur de mathématiques
- Grégory Montel : Michel, le professeur de sciences
- Thomas Scimeca : Victor
- Thomas Guy : Brice
- Adèle Castillon : Clara
- Matteo Perez : Sylvain
- Léopold Buchsbaum : David
- Anne Loiret : la policière (non créditée)

## Production

### Attribution des rôles
En juin 2017, Le Film français annonce la présence de Laurent Lafitte, Emmanuelle Bercot, Gringe et Grégory Montel dans le film.

### Tournage
Le tournage débute le 12 juin 2017.

## Accueil

### Critiques
Le film reçoit d'assez bons retours de la presse, avec une note moyenne de 3,7⁄5 sur Allociné pour 33 critiques de presse.
Pour Le Parisien, il s'agit d'« un film étrange, original et très prenant ». Ouest-France y voit « un polar intense, à la mise en scène précise et envoûtante ».
Tandis que le journal Le Monde juge le film fumeux malgré un bon postulat de départ et Les inrockuptibles y voit un film artificiel qui n'a pas grand chose à dire.
Pour la critique de 20 Minutes, « Le cinéma de genre français se porte bien et démontre sa bonne santé avec L’Heure de la sortie de  Sébastien Marnier ». « Son film surprend constamment et dérange durablement. L’horreur a laquelle il nous confronte est de celle qu’on n’oublie pas de sitôt. ».
Pour le site Culturopoing, « derrière le mystère, L’Heure de la sortie affiche un sous-texte social fort, qui court dans tout le film pour exploser dans ses dernières minutes. », et de rajouter « Sebastien Marnier a très bien compris l’éternelle capacité du cinéma de genre à traduire nos angoisses contemporaines, en les métamorphosant… juste un peu. Et c’est en cela que L’Heure de la sortie, malgré ses petites baisses de rythme, reste diablement efficace. ».
Pour le site ecran Large, le film « flirte avec la peur, l'angoisse et le fantastique ». Bien que le réalisateur se montre « plus sobre que dans Irréprochable (...) il maîtrise son récit et dirige l'ambiance avec brio », et de conclure : « Un conte malin et angoissant à la lisière des genres, qui reflète l'inquiétude grandissante de la jeunesse face à un avenir incertain et un monde qui semble en péril. Après Irréprochable, c'est la confirmation que Sébastien Marnier est un réalisateur à suivre. ».

### Box-office
| Pays ou région | Box-office       | Date d'arrêt du box-office | Nombre de semaines |
| -------------- | ---------------- | -------------------------- | ------------------ |
| France         | 66 534 entrées   | 19 février 2019            | 6                  |
| Total mondial  | +000487 137, USD | -                          | -                  |

Pour son démarrage, le film totalise 40 701 entrées, dont 16 503 pour Paris. Le film totalise 66 534 entrées pour un taux de rentabilité nationale de 15 %.

## Distinctions
Sauf indication contraire ou complémentaire, les informations mentionnées dans cette section peuvent être confirmées par la base de données Unifrance

### Récompenses
- Festival international du film francophone de Namur 2018 — section « Avant-premières » : Prix du Jury Junior
- Festival international du film de Catalogne 2018 — section « Official Fantastic Competition » : Meilleur film
- Prix Jean-Renoir des lycéens - 2019

### Sélections
- Mostra de Venise 2018 : section « Sconfini »
- Festival international du film de Catalogne 2018 : section « Official Fantastic Competition »
- Festival du film de Londres 2018 : section « Culte »
- Festival de films Cinemania 2018 : section « Selection officielle »
- Festival international du film et de la télévision de Genève 2018 :  : section « Compétition internationale Longs métrages »
- Festival international du film français de Dublin 2018 :  : section « Selection officielle »
- Festival du film Nuits noires de Tallinn 2018 : section « Films pour enfants Just Film »

### Documentation
- Dossier de presse L'Heure de la sortie
- Nathalie Chifflet, « La récréation est finie », Le Républicain Lorrain, Groupe Républicain Lorrain Communication, Woippy, 9 janvier 2019, p. 21,  (ISSN 0397-0639)
- Juliette Goffart, L'heure de la sortie de Sébastien Marnier, CNC, coll. « Lycéens et apprentis au cinéma » (no 179), 2020, 24 p. (lire en ligne)